# Saint-Thibaud-de-Couz
Saint-Thibaud-de-Couz település Franciaországban, Savoie megyében. Lakosainak száma 1097 fő (2022. január 1.). Saint-Thibaud-de-Couz Vimines, Attignat-Oncin, La Bauche, Entremont-le-Vieux, Saint-Cassin és Saint-Jean-de-Couz községekkel határos.

## Népesség
A település népessége az elmúlt években az alábbi módon változott:
| Lakosok száma | 1030 | 1041 | 1063 | 1060 | 1065 | 1062 | 1074 | 1085 | 1097 |
|               | 2013 | 2015 | 2016 | 2017 | 2018 | 2019 | 2020 | 2021 | 2022 |